# Rebecca Talen
Rebecca Talen (Meppel, 27 oktober 1993) is een wielrenster en veldrijdster uit Nederland.
In 2008 en 2009 werd ze Nederlands kampioene veldrijden bij de nieuwelingen. In 2009 was ze ook Nederlands kampioene tijdrijden bij de nieuwelingen.
In 2012 en 2013 reed ze voor de Rabobank-Liv-ploeg.

## Privé
Talen is de dochter van wielrenner John Talen.
Ze is getrouwd met wielrenner Wilco Kelderman.
Brand · De Jong · De Vocht · Ferrand-Prévot · Guarnier · Knetemann · Neff · Niewiadoma · Slappendel · Stultiens · Talen · Van Paassen · Van Vleuten · Vos
Antoshina · De Jong · De Vocht · Düster · Ferrand-Prévot · Kitchen · Knetemann · Slappendel · Stultiens · Talen · Van Paassen · Van Vleuten · Vos